# テンプル駅
テンプル駅 (テンプルえき、英語: Temple station) は、ロンドン都心部のロンドン地下鉄の鉄道駅である。サークル線とディストリクト線の列車が発着する。
ヴィクトリア・エンバンクメントとTemple Placeの間、シティ・オブ・ウェストミンスターにあり、駅の入口はヴィクトリア・エンバンクメントにある。トラベルカード・ゾーンは1。

## 概要
2面2線の地下駅。ディストリクト線とサークル線は線路・ホームを共有し、両線の列車は同じホームに発着する。
この駅の名称は12世紀にテンプル騎士団が開拓し現在もテンプル教会などがあるテンプル (The Temple）に近いことにちなみ、最初は「ザ・テンプル (The Temple)」であった。冠詞（「The」）は早い段階で使用されなくなった。

## 歴史
この駅は1870年5月30日に、メトロポリタン・ディストリクト鉄道（MDR、現在のディストリクト線・サークル線）により、同鉄道がウェストミンスター駅からブラックフライアーズ駅まで延伸した際に開業した。MDRの新しい区間の建設は、ヴィクトリア・エンバンクメントのビルとともに計画され、浅い掘割に天蓋を被せる開削工法により建設された。
メトロポリタン・ディストリクト鉄道がサウス・ケンジントン駅でメトロポリタン鉄道 (MR、後のメトロポリタン線）と接続した際より、（両鉄道はライバルだったが）両鉄道の列車が相互直通運転をする「インナー・サークル」系統の運行が始まり、テンプル駅も経由するようになる。
その後、同様にMDRと他社の相互直通運転を行う、「アウター・サークル」が1872年2月1日より、「ミドル・サークル」1872年8月1日より運行されテンプル駅を経由する。しかし、1900年にはミドル・サークルが、1908年にはアウター・サークルが、その運行区間を短縮されてテンプル駅までは走らなくなった。
20世紀の始めのグレート・ノーザン・アンド・ストランド鉄道（後にグレート・ノーザン・ピカデリー・アンド・ブロンプトン鉄道となり、現在のピカデリー線の一部となる）の計画では、テンプル駅まで路線を伸ばす計画が含まれていた。この計画は撤回され、代わりにそのルートは200mほど北にあるアルドウイッチ駅（1994年廃止）を終点とした。
1949年、それまでメトロポリタン線の系統の1つの扱いであったインナー・サークル系統が「サークル線」として地下鉄路線図上で独立した。

## 近隣の名所
- テンプル The Temple

ミドル・テンプル
インナー・テンプル
- HMS President
- HQS Wellington
- キングス・カレッジ・ロンドン
- ロンドン・スクール・オブ・エコノミクス
- St Clement Danes
- St Mary-le-Strand
- サマセット・ハウス
- ウォータールー橋

## トリビア
- 「タンプル駅（英語版）(Temple)」は、パリ・メトロとロンドン地下鉄で同じ駅名を使う唯一の駅である。
- この駅はダン・ブラウン著ダ・ヴィンチ・コードに登場する。

## バス路線
ロンドンバスのナイトバスN550、N551系統が当駅を経由する。

## 隣の駅
ロンドン交通局
ロンドン地下鉄
■サークル線
エンバンクメント駅 - テンプル駅 - ブラックフライアーズ駅
■ディストリクト線
本線
エンバンクメント駅 - テンプル駅 - ブラックフライアーズ駅

## ギャラリー

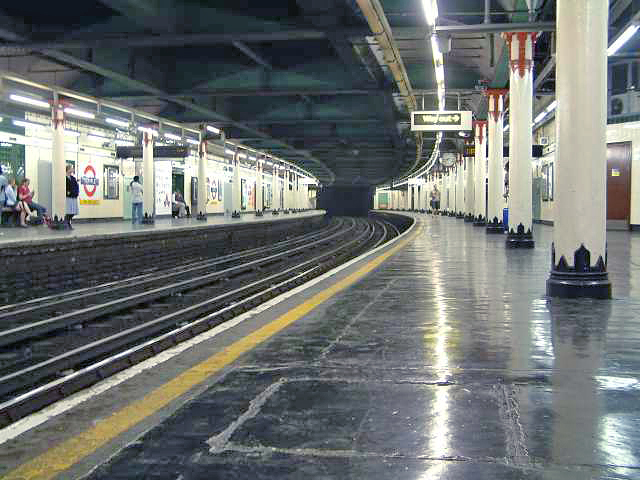
ホーム